# پروسیانیدین

سیانیدین، زمانی که پروسیانیدین تحت شرایط اکسایش وابسپارش می‌شودآنتی‌سیانیدین تولید می‌شود.

پروسیانیدینها (به انگلیسی: Procyanidin)اعضای گروه پروآنتی‌سیانیدین دسته زردینه هستند. آنها ترکیبات الیگومریک هستند، که از مولکول‌های کتچین و اپی‌کتچین تشکیل یافته‌اند. زمانی که پروسیانیدین تحت شرایط اکسایش وابسپارش می‌شودسیانیدین تولید می‌شود.